# Cảnh sát hình sự (loạt phim)
Cảnh sát hình sự là một loạt phim truyền hình được thực hiện bởi Trung tâm Phim truyền hình Việt Nam, Đài Truyền hình Việt Nam sản xuất từ năm cuối thập niên 1990 cho đến nay, với các đề tài bao gồm phòng chống tội phạm và điều tra phá án.

## Tổng quan
Cảnh sát hình sự là loạt phim truyền hình Việt Nam đầu tiên về chủ đề phòng chống tội phạm và từng nhận được nhiều sự quan tâm theo dõi của khán giả vào khoảng đầu những năm thập niên 2000. Loạt phim gồm nhiều phần phim khác nhau, phát sóng từ năm 1999 cho đến nay, với sự góp mặt của các Nghệ sĩ Nhân dân như Nguyễn Hải, Trần Nhượng, Minh Châu, các Nghệ sĩ ưu tú Văn Báu, Võ Hoài Nam, Hoàng Hải, các diễn viên gạo cội Hoa Thúy, Phạm Cường, Chu Hùng, Phạm Hồng Minh, Tuấn Quang và những diễn viên trẻ như Việt Anh, Hồng Đăng, Doãn Quốc Đam, Bảo Anh... Các phần phim chủ yếu khai thác nội dung về những cuộc đối đầu giữa lực lượng Công an nhân dân Việt Nam và các nhóm tội phạm, trong đó có một số phần dựa trên vụ án có thật. Bên cạnh đó, loạt phim còn gắn liền với ca khúc "Những bàn chân lặng lẽ" (sáng tác: Vũ Thảo) – một bản hit để đời của ca sĩ Thùy Dung. Đây cũng là bài hát được nhiều thế hệ yêu thích và được xem là ca khúc làm nên thương hiệu của loạt phim. Đồng thời, bài hát cũng đã trở thành bài hát truyền thống của lực lượng Công an Nhân dân và được VTV vinh danh là "Ca khúc nhạc phim được yêu thích nhất" của nhà đài. Đến năm 2010, loạt phim đã thay đổi ca khúc chủ đề thành "Đến nơi bình yên". Từ sau năm 2015, loạt phim này đã ngừng sử dụng chung bài hát chủ đề.

## Danh sách phần phim
| Nhan đề                     | Số tập | Năm  | Chủ đề | Ghi chú | Nguồn                       | Kênh |
| --------------------------- | ------ | ---- | --- | --- | --------------------------- | ---- |
| Ngược dòng cái chết         | 3      | 1999 | Bức tử, mâu thuẫn nội bộ trong công ty | Loạt phim nguyên bản với tuyến nhân vật chính được giữ nguyên qua các phần.                                                                                          | [ 14 ] [ 15 ]               | VTV3 |
| Nước mắt của mẹ             | 4      | 1999 | Tướng cướp | Loạt phim nguyên bản với tuyến nhân vật chính được giữ nguyên qua các phần.                                                                                          | [ 16 ]                      | VTV3 |
| Truy đuổi tội phạm          | 4      | 1999 | Giết người, lừa đảo, bắt cóc tống tiền | Loạt phim nguyên bản với tuyến nhân vật chính được giữ nguyên qua các phần.                                                                                          | [ 17 ]                      | VTV3 |
| Cái chết con thiên nga      | 5      | 1999 | Giết người, buôn lậu tiền giả | Loạt phim nguyên bản với tuyến nhân vật chính được giữ nguyên qua các phần.                                                                                          | [ 18 ]                      | VTV3 |
| Kẻ giả danh                 | 4      | 1999 | Việt kiều giả danh giết người | Loạt phim nguyên bản với tuyến nhân vật chính được giữ nguyên qua các phần.                                                                                          | [ 19 ]                      | VTV3 |
| Bí mật hồ hang rắn          | 6      | 2000 | Tướng cướp bị truy nã | Loạt phim nguyên bản với tuyến nhân vật chính được giữ nguyên qua các phần.                                                                                          | [ 17 ]                      | VTV3 |
| Hãy về với em               | 4      | 2000 | Bảo kê nhà hàng | Loạt phim nguyên bản với tuyến nhân vật chính được giữ nguyên qua các phần.                                                                                          | [ 20 ]                      | VTV3 |
| Từ đen tới trắng            | 10     | 2000 | Buôn bán ma túy | Loạt phim nguyên bản với tuyến nhân vật chính được giữ nguyên qua các phần.                                                                                          | [ 19 ]                      | VTV3 |
| Chuyên án thường nhật       | 10     | 2002 | Điều tra phá án | Hai phần phim có sự thay đổi trong phong cách, với mỗi tập phim là một vụ án.                                                                                        | [ 21 ] [ 22 ]               | VTV3 |
| Cảnh sát đặc nhiệm          | 10     | 2002 | Đấu trí tội phạm | Hai phần phim có sự thay đổi trong phong cách, với mỗi tập phim là một vụ án.                                                                                        | [ 21 ] [ 22 ]               | VTV3 |
| Cổ cồn trắng                | 10     | 2002 | Trùm xã hội đen Năm Cam | Tên ban đầu là Cảnh sát hình sự - Phần III, chuyển thể từ tiểu thuyết cùng tên của nhà văn Nguyễn Như Phong.                                                         | [ 23 ] [ 24 ]               | VTV3 |
| Cổ cồn trắng 2              | 10     | 2003 | Trùm xã hội đen Năm Cam | Tên ban đầu là Cảnh sát hình sự - Phần III, chuyển thể từ tiểu thuyết cùng tên của nhà văn Nguyễn Như Phong.                                                         | [ 23 ] [ 24 ]               | VTV3 |
| Phía sau một cái chết       | 10     | 2003 | Nghiệp vụ điều tra | Chuyển thể từ tiểu thuyết cùng tên của tác giả Võ Duy Linh. | [ 25 ] [ 26 ]               | VTV3 |
| Cô gái đến từ Băng Cốc      | 10     | 2004 | Làm tiền giả | Phim được quay tại Việt Nam và Thái Lan. | [ 27 ] [ 28 ] [ 29 ]        | VTV3 |
| Thế giới không đàn bà       | 10     | 2004 | Người đồng tính luyến ái | Chuyển thể từ tiểu thuyết Một thế giới không có đàn bà của tác giả Bùi Anh Tấn.                                                                                      | [ 30 ] [ 31 ] [ 32 ] [ 33 ] | VTV3 |
| Lãnh địa đen                | 10     | 2005 | Dựa theo vụ án Khánh "trắng" | | [ 34 ] [ 35 ] [ 36 ]        | VTV1 |
| Bí mật của những cuộc đời   | 18     | 2005 | Tham nhũng | Chuyển thể từ tiểu thuyết cùng tên của nhà văn Nguyễn Như Phong. | [ 37 ] [ 38 ] [ 39 ]        | VTV1 |
| Phi đội chuồn chuồn         | 10     | 2005 | Hành động xã hội đen | Chuyển thể từ tiểu thuyết Phi đội thuyền nan của nhà văn Vũ Quang Vinh.                                                                                              | [ 40 ] [ 41 ]               | VTV1 |
| Chuyên án chưa kết thúc     | 11     | 2006 | Giết người, bắt cóc tống tiền | Chuyển thể từ tiểu thuyết Hồ sơ chưa kết thúc của nhà văn Phùng Thiên Tân.                                                                                           | [ 42 ] [ 43 ] [ 44 ]        | VTV1 |
| Lời sám hối muộn màng       | 11     | 2006 | Tướng cướp giết người | Chuyển thể từ tiểu thuyết Hồ sơ một tử tù của nhà văn Nguyễn Đình Tú.                                                                                                | [ 45 ] [ 46 ] [ 47 ]        | VTV1 |
| Chạy án                     | 22     | 2006 | Dựa theo vụ án Mai Văn Dâu | Chuyển thể từ tiểu thuyết cùng tên của nhà văn Nguyễn Như Phong. | [ 39 ] [ 48 ] [ 49 ]        | VTV1 |
| Đột kích                    | 12     | 2007 | Buôn ma túy | Phim mở màn giờ vàng phim Việt của VTV. | [ 50 ] [ 51 ]               | VTV1 |
| Kẻ giấu mặt                 | 16     | 2007 | Đấu trí kẻ sát nhân | Chuyển thể từ tiểu thuyết Kẻ sát nhân không bao giờ bị bắt của tác giả Nguyễn Thanh Hoàng.                                                                           | [ 52 ] [ 53 ]               | VTV1 |
| Tên sát nhân có tài mở khóa | 10     | 2008 | Giết người, cướp của | Chuyển thể từ tiểu thuyết cùng tên của tác giả Nguyễn Thanh Hoàng.                                                                                                   | [ 54 ] [ 55 ]               | VTV1 |
| Chạy án 2                   | 27     | 2008 | Hối lộ | Chuyển thể từ tiểu thuyết cùng tên của nhà văn Nguyễn Như Phong. | [ 56 ] [ 57 ] [ 58 ]        | VTV1 |
| Hành trình bí ẩn            | 10     | 2008 | Buôn ma túy ở biên giới Việt-Trung | Tên ban đầu là "Ngày nắng không bình yên". | [ 59 ] [ 60 ]               | VTV1 |
| Cổ vật                      | 20     | 2008 | Buôn lậu cổ vật | Phim cuối cùng sử dụng bài hát chủ đề "Những bàn chân lặng lẽ". | [ 61 ] [ 62 ] [ 63 ]        | VTV1 |
| Mặt nạ hoàn hảo             | 11     | 2010 | Trinh thám, phá án | Phim đầu tiên sử dụng bài hát chủ đề "Đến nơi bình yên". | [ 64 ] [ 65 ] [ 66 ]        | VTV3 |
| Cuồng phong                 | 41     | 2010 | Chống tội phạm ma túy | Phim đầu tiên không do cùng một đơn vị sản xuất nhưng vẫn được tính vào loạt phim.                                                                                   | [ 67 ] [ 68 ] [ 69 ]        | VTV1 |
| Đầm lầy bạc                 | 20     | 2011 | Bảo vệ công lý, chống tập đoàn tội phạm | | [ 70 ] [ 71 ] [ 72 ]        | VTV3 |
| Ngôi biệt thự màu tro lạnh  | 36     | 2011 | Buôn lậu, chống tham nhũng | Phim đầu tiên thuộc loạt phim Cảnh sát hình sự giai đoạn 2010–2015 (không tính Cuồng phong) không sử dụng ca khúc chủ đề làm bài hát chính thức.                     | [ 73 ] [ 74 ]               | VTV1 |
| Chỉ còn lại tình yêu        | 30     | 2011 | Chống tội phạm ma túy | | [ 75 ] [ 76 ]               | VTV1 |
| Bản di chúc bí ẩn           | 28     | 2013 | Đối đầu với các vấn đề của gia đình | | [ 77 ] [ 78 ]               | VTV3 |
| Câu hỏi số 5                | 30     | 2015 | Trinh thám, phá án | Phim cuối cùng sử dụng bài hát chủ đề "Đến nơi bình yên". | [ 79 ] [ 80 ] [ 81 ]        | VTV3 |
| Người phán xử               | 47     | 2017 | Chống tập đoàn tội phạm đội lốt doanh nhân, buôn bán ma túy | Việt hóa từ bộ phim truyền hình Israel cùng tên. Từ bộ phim này, các phim sử dụng bài hát chủ đề riêng.                                                              | [ 82 ] [ 83 ]               | VTV3 |
| Mê cung                     | 30     | 2019 | Tội phạm giết người, bắt cóc phụ nữ, tội phạm tâm thần, băng nhóm sát thủ theo đơn đặt hàng, buôn bán ma tuý, thao túng đất đai, sai phạm công quyền                                                 | Sự trở lại và đổi mới của loạt phim Cảnh sát hình sự. | [ 84 ] [ 85 ]               | VTV3 |
| Hồ sơ cá sấu                | 38     | 2020 | Tội phạm tham nhũng, hối lộ, giết người, tập đoàn tội phạm, sai phạm công quyền, vi phạm quy định về khai thác tài nguyên, sai phạm quy định về bổ sung quy hoạch, thao túng đất đai, bắt cóc trẻ em | | [ 86 ] [ 87 ]               | VTV3 |
| Mặt nạ gương                | 26     | 2021 | Sai phạm quy định về khám, chữa bệnh, tội phạm giết người, phi tang xác, buôn lậu đá quý, rửa tiền                                                                                                   | Dựa theo vụ án thẩm mỹ viện Cát Tường. Ban đầu phim có tên "Bí mật phía sau khung cửa".                                                                              | [ 88 ] [ 89 ]               | VTV3 |
| Bão ngầm                    | 72     | 2022 | Buôn bán ma túy, tập đoàn tội phạm, tội phạm giết người, tham ô, tham nhũng, đưa và nhận hối lộ | Chuyển thể từ tiểu thuyết cùng tên của Trung tá, nhà báo Đào Trung Hiếu. Đây là bộ phim thứ hai không do cùng một đơn vị sản xuất nhưng vẫn được tính vào loạt phim. | [ 90 ] [ 91 ]               | VTV1 |
| Biệt dược đen               | 27     | 2023 | Tội phạm ma túy, giết người, tội phạm tâm thần, tội phạm công nghệ cao, tập đoàn tội phạm | Tập cuối có sử dụng bài hát "Những bàn chân lặng lẽ". Ban đầu phim có tên "Phía sau sự thật".                                                                        | [ 92 ]                      | VTV3 |
| Độc đạo                     | 36     | 2024 | Chống tội phạm ma túy xuyên quốc gia, tội phạm giết người | Việt hóa từ bộ phim truyền hình Colombia One Way Out. | [ 93 ]                      | VTV3 |

## Ca khúc chủ đề
| Ca khúc                  | Sáng tác    | Thể hiện        | Thời gian sử dụng | Nguồn         |
| ------------------------ | ----------- | --------------- | ----------------- | ------------- |
| "Những bàn chân lặng lẽ" | Vũ Thảo     | Thùy Dung       | 1997–2009, 2023   | [ 94 ] [ 95 ] |
| "Đến nơi bình yên"       | Lê Anh Dũng | Lưu Hương Giang | 2010–2015         | [ 96 ] [ 97 ] |

## Giải thưởng và đề cử
| Năm  | Lễ trao giải                                    | Hạng mục                             | Phim                  | Đối tượng                        | Kết quả       | Nguồn                   |
| ---- | ----------------------------------------------- | ------------------------------------ | --------------------- | -------------------------------- | ------------- | ----------------------- |
| 2004 | Giải thưởng Tạp chí Truyền hình VTV             | Phim truyền hình Việt Nam hay nhất   | Phía sau một cái chết | —                                | Đoạt giải     | [ 98 ]                  |
| 2006 | Liên hoan phim truyền hình toàn quốc lần thứ 26 | Phim bộ truyền hình                  | Chạy án 1             | —                                | Giải vàng     | [ 99 ]                  |
| 2007 | Giải Cánh diều 2006                             | Phim truyền hình nhiều tập           | Chạy án 1             | —                                | Giải vàng     | [ 100 ]                 |
| 2007 | Giải thưởng Tạp chí Truyền hình VTV             | Diễn viên xuất sắc                   | Chạy án 1             | Tiến Đạt                         | Đoạt giải     | [ 101 ]                 |
| 2007 | Giải thưởng Tạp chí Truyền hình VTV             | Vai diễn ấn tượng                    | Chạy án 1             | Việt Anh                         | Đoạt giải     | [ 102 ]                 |
| 2008 | Liên hoan phim quốc tế Tokyo                    | Invited Foreign Dramas               | Chạy án 1             | —                                | Giải đặc biệt | [ 103 ]                 |
| 2008 | Giải Mai Vàng                                   | Nam diễn viên xuất sắc nhất          | Chạy án 2             | Việt Anh                         | Đoạt giải     | [ 104 ]                 |
| 2009 | Giải Cánh diều 2008                             | Phim truyền hình nhiều tập           | Chạy án 2             | —                                | Giải vàng     | [ 105 ]                 |
| 2010 | Liên hoan phim truyền hình toàn quốc lần thứ 30 | Phim truyền hình dài tập             | Đầm lầy bạc           | —                                | Giải bạc      | [ 106 ]                 |
| 2010 | Liên hoan phim truyền hình toàn quốc lần thứ 30 | Đạo diễn xuất sắc nhất               | Đầm lầy bạc           | Bùi Quốc Việt                    | Đoạt giải     | [ 107 ]                 |
| 2011 | Giải Cánh diều 2010                             | Phim truyện video                    | Đầm lầy bạc           | —                                | Bằng khen     | [ 108 ]                 |
| 2015 | Ấn tượng VTV                                    | Diễn viên nam ấn tượng               | Câu hỏi số 5          | Chí Nhân                         | Đề cử         | [ 109 ]                 |
| 2017 | Ấn tượng VTV                                    | Phim truyền hình ấn tượng            | Người phán xử         | —                                | Đoạt giải     | [ 110 ]                 |
| 2017 | Ấn tượng VTV                                    | Diễn viên nam ấn tượng               | Người phán xử         | Hoàng Dũng                       | Đoạt giải     | [ 110 ]                 |
| 2017 | Ấn tượng VTV                                    | Diễn viên nam ấn tượng               | Người phán xử         | Bảo Anh, Hồng Đăng, Trung Anh    | Đề cử         | [ 111 ]                 |
| 2017 | Ấn tượng VTV                                    | Diễn viên nữ ấn tượng                | Người phán xử         | Thanh Hương                      | Đề cử         | [ 111 ]                 |
| 2018 | Giải Cánh diều 2017                             | Nam diễn viên phụ xuất sắc           | Người phán xử         | Trung Anh                        | Đoạt giải     | [ 112 ]                 |
| 2018 | Giải Cánh diều 2017                             | Nữ diễn viên phụ xuất sắc            | Người phán xử         | Thanh Hương                      | Đoạt giải     | [ 112 ]                 |
| 2018 | Giải Mai Vàng 2017                              | Nam diễn viên điện ảnh – truyền hình | Người phán xử         | Hoàng Dũng                       | Đề cử         | [ 113 ]                 |
| 2018 | Giải Mai Vàng 2017                              | Phim điện ảnh – truyền hình          | Người phán xử         | —                                | Đề cử         | [ 114 ]                 |
| 2020 | Giải Cánh diều 2019                             | Nam diễn viên phụ xuất sắc           | Mê cung               | Doãn Quốc Đam                    | Đoạt giải     | [ 115 ]                 |
| 2020 | Giải Cánh diều 2019                             | Quay phim xuất sắc                   | Mê cung               | Dương Tuấn Anh, Nguyễn Mạnh Hùng | Đoạt giải     | [ 116 ]                 |
| 2021 | Giải Cánh diều 2020                             | Phim truyện truyền hình              | Hồ sơ cá sấu          | —                                | Giải vàng     |                         |
| 2021 | Giải Cánh diều 2020                             | Nam diễn viên chính xuất sắc         | Hồ sơ cá sấu          | Mạnh Trường                      | Đoạt giải     |                         |
| 2021 | Giải Cánh diều 2020                             | Biên kịch xuất sắc                   | Hồ sơ cá sấu          | Tạ Hồng Minh                     | Đoạt giải     |                         |
| 2021 | Giải Cánh diều 2020                             | Đạo diễn xuất sắc                    | Hồ sơ cá sấu          | Nguyễn Mai Hiền                  | Đoạt giải     |                         |
| 2021 | Ấn tượng VTV                                    | Phim truyền hình ấn tượng            | Hồ sơ cá sấu          | —                                | Đề cử         |                         |
| 2021 | Ấn tượng VTV                                    | Nam diễn viên ấn tượng               | Hồ sơ cá sấu          | Mạnh Trường                      | Đề cử         |                         |
| 2022 | Giải Cánh diều 2021                             | Phim truyện truyền hình              | Bão ngầm              | —                                | Bằng khen     | [ 117 ]                 |
| 2023 | Ấn tượng VTV                                    | Phim truyền hình ấn tượng            | Biệt dược đen         | —                                | Đề cử         |                         |
| 2023 | Ấn tượng VTV                                    | Nam diễn viên ấn tượng               | Biệt dược đen         | Đỗ Duy Nam                       | Đề cử         |                         |
| 2024 | Ấn tượng VTV                                    | Phim truyền hình Ấn tượng            | Độc đạo               | —                                | Đoạt giải     | [ 118 ] [ 119 ]         |
| 2024 | Ấn tượng VTV                                    | Nam diễn viên Ấn tượng               | Độc đạo               | Doãn Quốc Đam                    | Đề cử         | [ 120 ] [ 121 ] [ 122 ] |
| 2024 | Ấn tượng VTV                                    | Nam diễn viên Ấn tượng               | Độc đạo               | Nguyễn Duy Hưng                  | Đoạt giải     | [ 120 ] [ 121 ] [ 122 ] |
| 2024 | Ấn tượng VTV                                    | Nam diễn viên Ấn tượng               | Độc đạo               | Hà Việt Dũng                     | Đề cử         | [ 120 ] [ 121 ] [ 122 ] |
| 2024 | Ấn tượng VTV                                    | Nam diễn viên Ấn tượng               | Độc đạo               | Nguyễn Vĩnh Xương                | Đề cử         | [ 120 ] [ 121 ] [ 122 ] |
| 2024 | Ấn tượng VTV                                    | Nữ diễn viên Ấn tượng                | Độc đạo               | Vũ Việt Hoa                      | Đề cử         | [ 123 ] [ 124 ]         |